# 魯米尼亞維縣

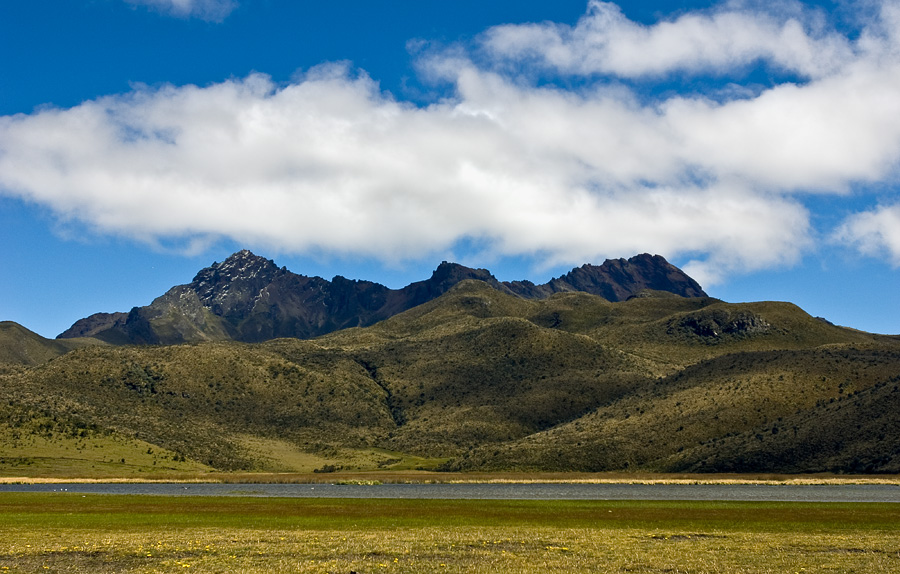

0°13′S 78°31′W / 0.217°S 78.517°W
魯米尼亞維縣（西班牙語：Cantón Rumiñahui），是厄瓜多爾的縣份，位於該國北部，由皮欽查省負責管轄，首府設於桑戈爾基，始建於1938年5月31日，面積139平方公里，海拔高度2,500米，2013年人口85,852，人口密度每平方公里617.64人。